# Stripline

Fig.1 Secció d'una línia Stripline formada per una pista conductora central A enmig d'un dielèctric C i envoltat per dos pland de massa B i D

Stripline és un tipus de línia de transmissió planar la fabricació de la qual es realitza en circuit imprès o PCB. El Stripline consisteix d'una pista conductora enmig d'un dielèctric i tot envoltat de dos plans de massa (vegeu Fig.1). La seva aplicació és en la transmissió de senyals d'alta feqüència.

## Història
Stripline va ser desenvolupat per l'empresa Airborne Instruments Laboratory Inc. a Long Island New York, l'any 1950. Stipline va tenir més acceptació que la configuració Microstrip, ja que el senyal està totalment apantallat i és més immune a interferències i a desadaptacions d'impedància. No obstant, Micrpstrip ha tingut la gran aplicació de les antenes planars sobre circuit imprès o PCB, per exemple l'antena F invertida.

## Propietats
- Stripline transporta ones electromagnètiques mitjançant 5 capes: pla de massa conductor, dielèctric, conductor, dielèctric i pla de massa conductor.[3]

Fig.2 Estructura Stripline

- Fig.2 Estructura StriplineValor de la impedància característica d'un stripline: {\displaystyle Z_{\textrm {stripline}}={\frac {60}{\sqrt {\varepsilon _{r}}}}\mathrm {ln} ({\frac {1.9*B}{0.8W+T}})} on {\displaystyle T} és el gruix de la pista conductora i {\displaystyle B} és el gruix del dielèctric. per exemple si volem aconseguir una impedància característica de 50 Ohm (típica en sistemes d'alta freqüència) en una PCB estàndard de material FR4 i 1,6mm de gruix ({\displaystyle B}), llavors el gruix de la pista haurà de ser de 0,8mm.
- Stripline presenta nivells de radiació baixos i suporta valors d'impedància característica més baixos que Microstrip.
- Avantatges : baix cost en comparació a guies d'ona de microones. Major immunitat i estabilitat que Microstrip.
- Inconvenients : més car que Microstrip, ja que necessita circuits imprès de 4 capes.
- Vista d'un Stripline (vegeu Fig.2)